# Edward Baines der Ältere

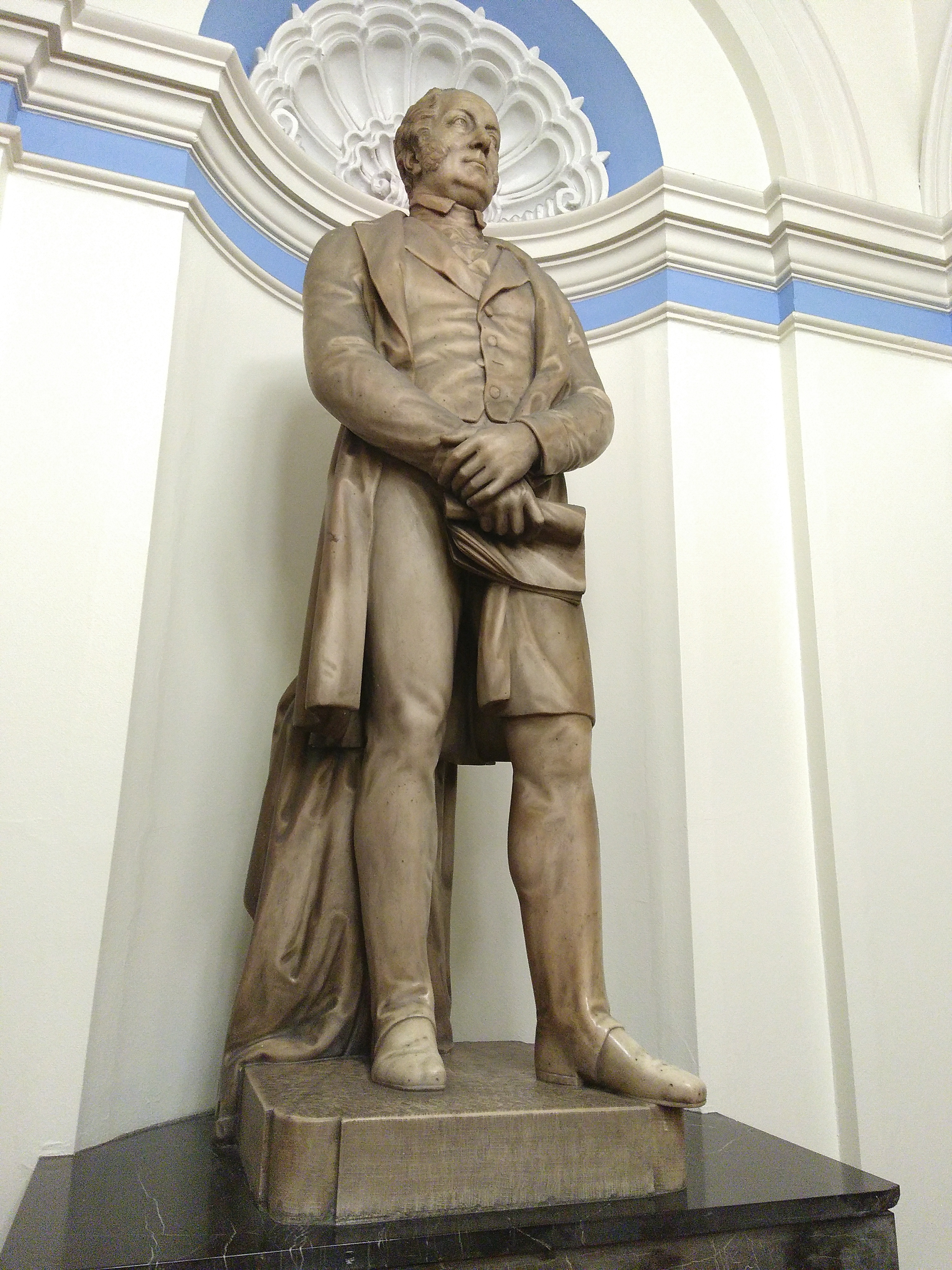
Statue von Edward Baines im Rathaus von Leeds

Edward Baines der Ältere (* 5. Februar 1774 in Ripon in Yorkshire oder in Walton-le-Dale bei Preston, Lancashire; † 3. August 1848) war ein englischer Publizist und Parlamentsmitglied.

## Leben
Baines war der zweite Sohn von Richard Baines und dessen Frau Jane (geborene Chew). Er wuchs ab dem 2. Lebensjahr zunächst bei seinem Onkel Thomas Riggs auf. Mit 8 Jahren kam er in die  grammar school in Preston und lebte wieder bei seinen Eltern. Baines Karriere führte vom einfachen Gehilfen einer Druckerei bis hin zum Besitzer und Herausgeber des Leeds Mercury. Als einer der Hauptvertreter des Liberalismus im nördlichen England machte sich Baines auch politisch einen Namen. Zwischen 1833 und 1841 vertrat er als ein wichtiger Führer der Protestantischen Dissenters den Bezirk Leeds im Unterhaus.
Er war seit 1798 mit Charlotte aus Leeds verheiratet, einer Tochter von Matthew Talbot. Das Paar hatte elf Kinder, eines war der spätere Journalist Edward Baines der Jüngere (1800–1890). Ihr ältester Sohn Thomas Talbot Baines wurde Jurist.

## Schriften
- History of the wars of the French revolution. London 1814.
- History of the reign of George III. (Erweiterung des vorigen)